# Biserica de lemn din Corund

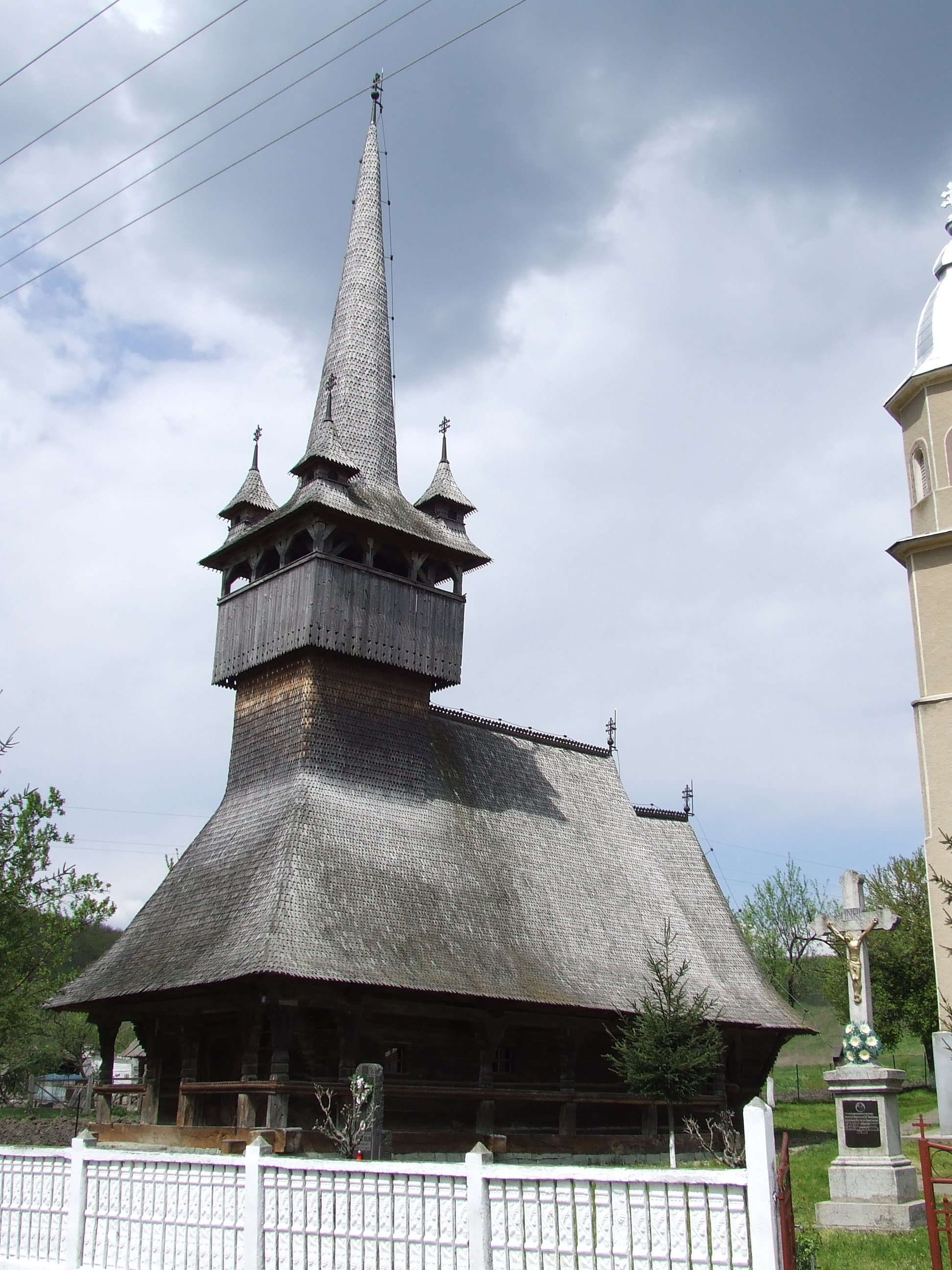
Biserica de lemn din Corund, județul Satu Mare

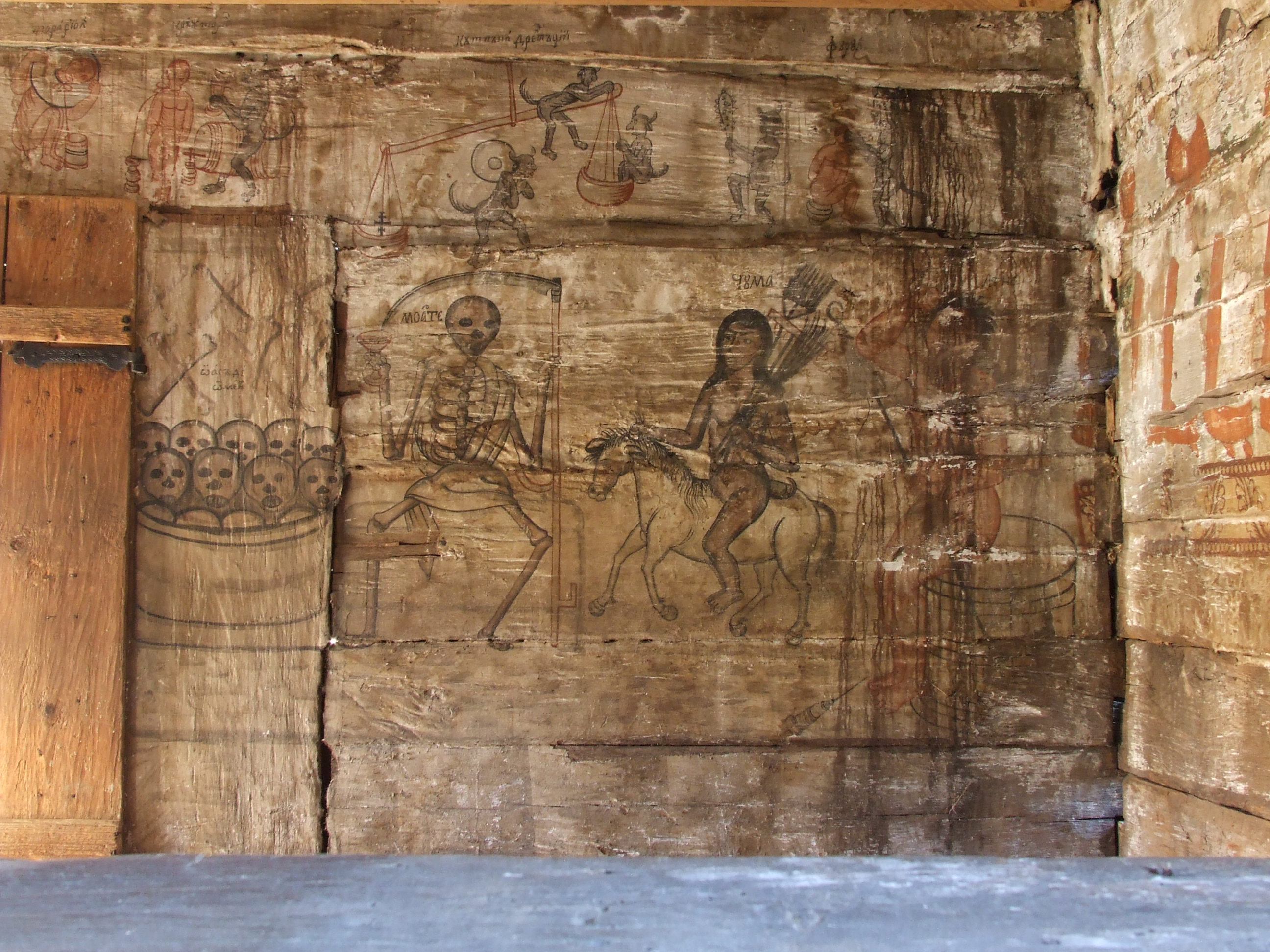
Biserica de lemn din Corund, județul Satu Mare. Pictură moralizatoare în pronaos. Foto: 2009

Biserica de lemn din Corund, comuna Bogdand, județul Satu Mare, datează din anul 1723. Are hramul „Sfinții Arhangheli Mihail și Gavriil”. Biserica se află pe noua listă a monumentelor istorice sub codul LMI:  SM-II-m-B-05303.

## Istoric
Biserica de lemn din Corund este datată din anul 1723. Inițial biserica a fost construită pe un deal din apropiere după care a fost strămutată în anul 1868 aprox. 300 de metri în locul unde se găsește și astăzi.

## Trăsături
În partea de răsărit are o absidă decroșată pentagonal și prispă pe laturile de vest și sud. Intrarea în biserică e pe latura de vest. În exterior, pereții au un brâu sculptat ca o frânghie împletită, motiv ce apare și pe verticală la portalul ușii de intrare. 
În interior, peretele a fost pregătit pentru pictură cu grund de nisip și fîșii de pânză. Pe acest fond s-a realizat pictura murală care începe din pronaos unde, în partea vestică, este pictată ''Judecata de Apoi'' de tradiție bizantină. În partea dreaptă a intrării e pictat Diavolul stând pe butuc într-un cadru în formă de semicerc.